# Offset (compensación)
Las compensaciones son acuerdos comerciales compensatorios, acuerdos comerciales recíprocos, entre una empresa extranjera exportadora, o posiblemente un gobierno que actúe como intermediario, y una entidad importadora. Los acuerdos de compensación a menudo implican el comercio de bienes y servicios militares y se denominan alternativamente: compensaciones industriales, cooperación industrial, compensaciones, beneficios industriales y regionales, equilibrios, juste retour o equilibrio, para definir mecanismos más complejos que contracomercio . El comercio de compensación también puede considerarse una de las muchas formas de compensación de defensa, para compensar a un país comprador. El incentivo para el exportador resulta del condicionamiento de la transacción central a la aceptación de la obligación de compensación .
La principal diferencia entre una compensación genérica y un comercio de compensación, ambas prácticas comunes en el comercio de defensa internacional, es la participación de dinero. En el comercio de compensación, los bienes se pagan a través de trueques u otros mecanismos sin el intercambio de dinero, mientras que en otras compensaciones genéricas, el dinero es el principal medio de intercambio.

## Ejemplo de offset

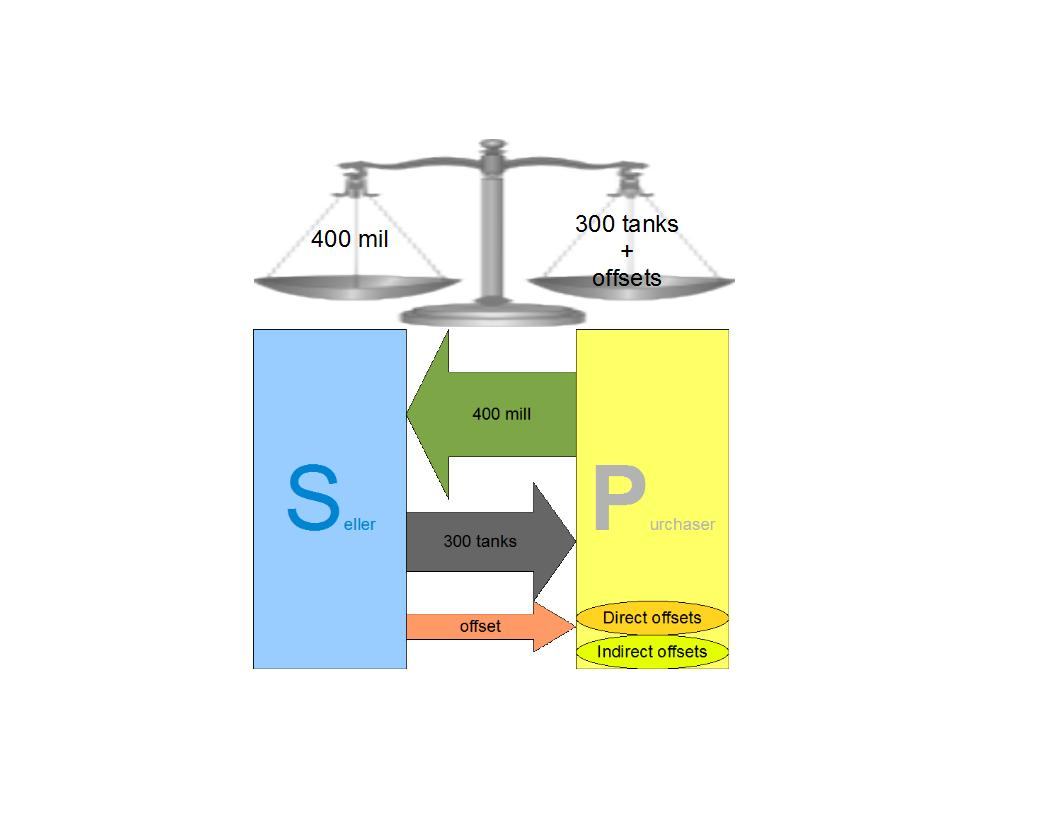
Ejemplo de un Offset de defensa (en inglés)

Como ejemplo de una propuesta de compensación de defensa, podríamos describir un caso hipotético de la Nación P (Comprador) comprando 300 tanques de la empresa de defensa S (Vendedor, de la Nación S). El contrato de venta total es de $400 millones y Nation P (Comprador) solicita una compensación del 120%. La Compañía de Defensa S (Vendedor) está obligada a cumplir con una compensación equivalente al 120% del contrato de venta, es decir $480M. La Nación P acuerda una lista de acuerdos y programas de compensación específicos para cumplir con la obligación total acordada con la Compañía S (Vendedor). El acuerdo de compensación incluye compensaciones tanto directas como indirectas. La Nación P también asigna un valor de crédito para cada tipología de compensaciones ofrecidas por la Empresa S. El valor crediticio de las obligaciones de compensación no es el "valor real", sino el "valor real" por un multiplicador, que expresa el grado de interés de la Nación P (Comprador) en las compensaciones propuestas. En otras palabras, algo considerado muy valioso por la nación "P" tendrá un multiplicador alto que expresa la importancia y el valor para la Nación "P" de ese tipo de compensación. El multiplicador (por ejemplo, 2, 5 o 7) convierte el valor adjunto de la nación P en el valor crediticio que eventualmente representa el cumplimiento de la suma acordada de $480 millones (120% de la compensación); es evidente que sin multiplicadores, el 120% de compensación sería una tontería. La mayoría de los paquetes de compensación se dividen en compensaciones directas e indirectas. Aquí hay una oferta de compensación hipotética y compleja, dividida en compensaciones directas e indirectas en Nation P. 

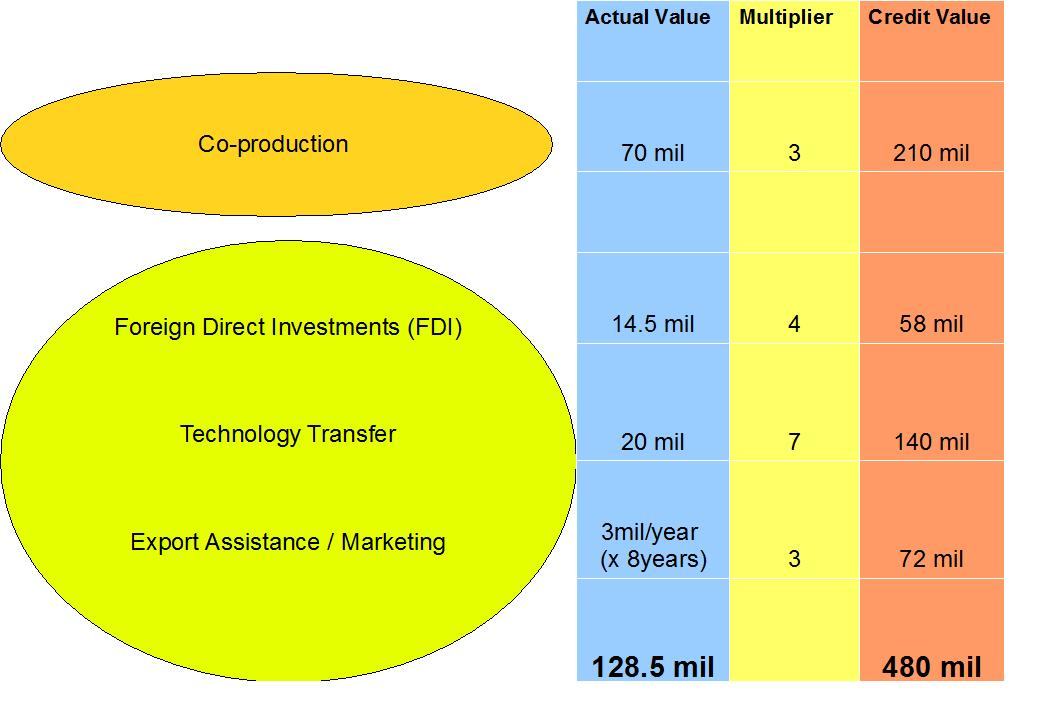
Ejemplo hipotético de compensación de defensa (en inglés)

 Compensaciones directas (militares y relacionadas con el producto de la Compañía S, es decir, los tanques en este ejemplo) :Coproducción: Nation P elige una o más empresas locales para fabricar algunos componentes de los tanques, como torretas y algunos de los componentes internos. El valor real de los componentes es de $70 millones. La Nación P asigna un multiplicador de 3, ya que esto desarrolla las capacidades de su base industrial militar y crea empleos en la Nación P. El valor total del crédito para el cumplimiento de la obligación de compensación general es de $70 millones x 3 = $210 millones.
Compensaciones indirectas (civiles y otros acuerdos no relacionados con la producción del artículo de armas, los tanques. También pueden ser militares o relacionados con la seguridad, pero no directamente relacionados con la adquisición principal, es decir, los tanques) :Inversiones Extranjeras Directas: La empresa S realiza inversiones en 5 empresas (de defensa o no defensa) en la Nación P. El valor total de las inversiones es de $14.5M, y el multiplicador es 4, un multiplicador alto, ya que la Nación "P" sufre de una falta crónica de Inversiones Extranjeras Directas. Esto genera un valor de crédito adicional para la empresa "S" de $58 millones. :Transferencia de tecnología: la empresa S proporciona tecnologías de desalinización de agua a la empresa "P" de una nación. Esta tecnología es particularmente apreciada por la Nación "P". Su valor real es de $20 millones, pero el valor del crédito es 7 veces el valor real, es decir, $140 millones.
Asistencia a la Exportación y Mercadeo: La Compañía S brinda asistencia comercial para comercializar los productos y servicios de una empresa de la Nación "P" en un mercado difícil, como, por ejemplo, el Medio Oriente. La asistencia se ofrece por 8 años, por un valor de $3 millones por año. La nación P considera que esta asistencia para exportar es importante para crear nuevos flujos de ingresos y empleos para su empresa, y establece un multiplicador de 3. Valor del crédito: $72 millones. (Dado que la empresa "S" no es experta en marketing y asistencia a la exportación, puede contratar a una empresa especializada para subcontratar el trabajo. Dicho subcontratista también se conoce como "cumplidor de compensación"). La nación P controla no solo el suministro de los sistemas o servicios militares, sino también la implementación de las compensaciones según el acuerdo de compensación incluido o relacionado con el contrato de suministro principal. Este control está dentro del Ministerio de Defensa y/o Ministerio de Economía o Finanzas, o Ministerio de Industria y Comercio. A menudo, las naciones importadoras de armas establecen agencias especiales para la supervisión de las compensaciones de defensa.

## Tipos de offset
Las propuestas de compensación a menudo hacen una distinción entre compensación directa e indirecta. La compensación directa es un acuerdo complementario que está directamente relacionado con el producto/servicio principal que se compra/vende, es decir, equipos, sistemas o servicios militares. También pueden llamarse compensaciones militares. Por ejemplo, a un comprador de equipo militar se le puede otorgar el derecho de producir un componente de una tecnología relacionada en el país del comprador. Las compensaciones indirectas son acuerdos paralelos que no están directamente relacionados con el producto/servicio que se compra/vende. La mayoría de la gente se refiere a esta categoría de compensaciones como compensaciones civiles, aunque hay muchas compensaciones indirectas que no son compensaciones civiles. Las compensaciones indirectas pueden adoptar la forma de servicios, inversiones, comercio de compensación y/o coproducción. Por ejemplo, las empresas griegas producen parte del Lockheed C-130 que compraron a EE. UU. La coproducción griega es una compensación directa de EE. UU. O, en una forma más sofisticada de compensación que involucra a tres países, Portugal está a cargo del mantenimiento de los aviones Lockheed Martin kuwaitíes. Esta es una "compensación directa" portuguesa, ya que Portugal compró la aeronave y es socio a cargo de su mantenimiento. Una inversión en una empresa de software de seguridad de Rumania, o en ayudar a la exportación y comercialización en áreas difíciles de una empresa ambiental belga son otras formas de compensaciones indirectas reales.